# Säcken
Säcken är en sjö i Fagersta kommun i Västmanland och ingår i Norrströms huvudavrinningsområde. Sjön är 2 meter djup, har en yta på 0,04 kvadratkilometer och befinner sig 138 meter över havet.